# Испанска Нидерландия
Испанска Нидерландия (на нидерландски: Zuidelijke Nederlanden; на френски: Pays-Bas méridionaux или Pays-Bas du Sud; на немски: Spanische Niederlande) е южната част на историческа Нидерландия, по време на испанското владение след 30-годишната война от 1648 г.
Обхваща териториите на днешните Нидерландия, Белгия и Люксембург. Съществува като испанска провинция под управлението на испанската линия на Хабсбургите от 1522 до 1713 г. до даването ѝ на Австрия под властта на австрийските Хабсбурги (като Австрийска Нидерландия) между 1714 и 1794 г.
През 1522 г. Бургундска Нидерландия е взета от Кралство Испания по договора за подялба на наследството в Брюксел между Карл V и брат му Фердинанд I, който дели Хабсбургската династия на австрийска и испанска линии.
От 1581 до 1795 г. Испанска Нидерландия влиза в Република Съединени провинции.